# Jacopo Morelli
Jacopo Morelli est un bibliographe et érudit italien, né à Venise le 15 avril 1745, mort le 5 mai 1819.

## Biographie
Il entre dans les ordres, et s’adonne avec passion à des travaux d’érudition, principalement à l’étude de l’histoire littéraire et de la bibliographie. Grâce à sa vive intelligence, à sa mémoire prodigieuse, il fait de rapides progrès, que facilite l'exploration d’un grand nombre de bibliothèques publiques et privées. En 1778, Morelli est nommé conservateur de la bibliothèque de Saint-Marc, à Venise, emploi qu’il conserve jusqu’à sa mort.
Il enrichit considérablement le précieux dépôt confié à ses soins, y fait réunir les archives secrètes du fameux conseil des Dix et lui lègue 20.000 opuscules rares qu’il a réunis à ses frais. Placé au milieu de tant de richesses littéraires, Morelli devient un critique habile, un excellent archéologue. L’Institut le nomme membre associé, et il fait partie d’un grand nombre d’académies de l’Europe.
On lui doit la découverte de plusieurs ouvrages perdus des anciens et l’impression de manuscrits rares. Les ouvrages de Morelli, publiés en 1820, en 3 vol. in-8°, sous le titre d’Operette, renferment des dissertations intéressantes sur l’histoire littéraire, la bibliographie et les beaux-arts.

## Œuvres
Nous nous bornerons à citer : Dissertazione storica intorno alla pubblica libreria di San-Marco in Venezia (Venise, 1774, in-8°) ; Catalogo di storie generali e particolari d’Italia (1782) ; Catalogo di libri latini dal bali Farsetti (1788) ; Bibliotheca Maphæi Pinelli descripta et annotationibus illustrata (1787, 6 vol. in-8°), ouvrage important pour la connaissance des incunables ; Bibliotheca manuscripta græca et latina (Bassano, 1802) ; Dissertazione intorno ad alcuni viaggiatori eruditi veneziani poco noti (1803), etc.

## Source
« Jacopo Morelli », dans Pierre Larousse, Grand dictionnaire universel du XIXe siècle, Paris, Administration du grand dictionnaire universel, 15 vol., 1863-1890 [détail des éditions].